# Harrow School
Harrow School, comunament coneguda com a "Harrow", és un escola independent britànica per a nois situada a la localitat de Harrow, al nord-oest de Londres. Està documentada l'existència d'una escola en aquest indret des de 1243, però l'actual Harrow School va ser oficialment fundada per John Lyon mitjançant una Carta Reial d'Elisabet I en 1572. Harrow és una de les nou escoles públiques originals que van ser definides per la Llei d'escoles públiques de 1868
L'escola té una matrícula d'aproximadament 830 nens repartits en dotze cases d'hostes, tots ells en règim d'internat a temps complet. És un dels quatre internats per a homes a Gran Bretanya, junt amb Radley College, Eton College i Winchester College. La seva llarga llista d'exalumnes famosos inclou vuit ex-primers ministres (entre ells, Winston Churchill, Baldwin, Robert Peel i Henry John Temple), nombrosos estrangers estadistes, antics i actuals membres de les dues cambres del Parlament del Regne Unit, dos reis i diversos membres de famílies reials, 20 titulars de la Creu Victòria, un de la Creu de Jordi, i un gran nombre de figures notables de les arts i les ciències.